# Vinnie Vincent
Vinnie Vincent, egentligen Vincent John Cusano, född 6 augusti 1952 i Bridgeport, Connecticut, är en amerikansk hårdrocksgitarrist, mest känd för sina år i Kiss 1982–1984.

## Biografi
Vinnie Vincent är son till musikerna Theresa "Terri" Ferraro och Alfonso Cusano, båda av italiensk härkomst. Under 1970-talet var Vincent medlem i bandet Treasure och de gav ut ett självbetitlat album 1977. Han var även bland annat låtskrivare för TV-serien Gänget och jag. Han var även sessionsmusiker och spelade i ett flertal mindre band.
Vinnie Vincent blev medlem i Kiss i november 1982 efter att Ace Frehley hade lämnat gruppen. På albumet Creatures of the Night (1982) samarbetade Vincent med Gene Simmons och Paul Stanley och har del i låtarna "I Love It Loud", "I Still Love You" och "Killer". Vid liveuppträdanden var Vincent sminkad som ”The Ankh Warrior” med ankh-symbolen i guld. Han fick smeknamnet "The Wiz".
I september 1983 sminkade Kiss av sig och släppte Lick It Up. Vincent bidrog till åtta av albumets tio låtar, bland annat titellåten "Lick It Up". Samarbetssvårigheter och meningsskiljaktigheter gjorde att Vincent sparkades från Kiss i december 1983, men togs tillbaka på nåder för en stundande USA-turné. Han spelade också in sex demolåtar med trummisen Hirsh Gardner inför nästa album med Kiss. I mars 1984 lämnade han Kiss för gott och ersattes av Mark St. John. 
Vincent försökte sig på en solokarriär med det egna bandet Vinnie Vincent Invasion; bandet släppte två skivor (1986 och 1988) men slog aldrig igenom. Mest ihågkomna blev de för filmmusiken till Terror på Elm Street 4. Efter två skivor bröt Invasion upp, mestadels på grund av personliga skäl, och sångaren Mark Slaughter och basisten Dana Strum fortsatte tillsammans utan Vincent och trummisen Bobby Rock i bandet Slaughter. 
Vincent skrev en låt, "Tears", till Peter Criss soloalbum Let Me Rock You, utgivet 1982. Vincent har gjort flera försök att ge ut nytt material, men har inte gett ut någon skiva sedan 1988 förutom egenutgivna EP:n Euphoria 1996. Det året besökte Vincent också Sverige för att uppträda och signera skivor på event under namnet "Kiss Expo With Vinnie Vincent".
Dock samarbetade han återigen med Simmons och Stanley på skivan Revenge (1992), där han var med och skrev tre låtar: "Unholy", "Heart of Chrome" och "I Just Wanna". 
Vincent försvann från rampljuset 1997 och drog sig tillbaka. Enligt SVT-dokumentären Kiss och gitaristen som försvann" från år 2016 levde Vinnie helt anonymt undet annat namn. I januari 2018 bröt Vincent tystnaden genom att ge en radiointervju för Eddie Trunk samt närvara vid 2018 Atlanta Kiss Expo, där han gav en lång intervju och svarade på fansens frågor. 2018 uppträdde Vincent också på ett Kiss Kruise och tillsammans med Gene Simmons på ett av hans event för demo-boxen Gene Simmons Vault.

## Privatliv
Vincent har varit gift två gånger och har två döttrar, tvillingarna Elizabeth Theresa och Jessica Ann (f. 1982), med sin första hustru, AnnMarie Peters. Både Peters och andra hustrun (och även Kiss-gitarristen Ace Frehleys tidigare flickvän) Diane Kero är avlidna: Peters mördades år 1998 av en klient då hon arbetade som eskort efter skilsmässan från Vincent, medan Kero, som han gifte sig med år 1996 avled år 2014 av alkoholförgiftning

## Diskografi i urval

### Kiss
- Creatures of the Night (1982)
- Lick It Up (1983)
- Revenge (1992) – endast låtskrivare

### Vinnie Vincent Invasion
- Vinnie Vincent Invasion (1986)
- All Systems Go (1988)
- Euphoria (EP, 1996)

### Soloalbum
- Archives Volume 1: Speedball Jam (2002)